# Ignaz zu Hardegg

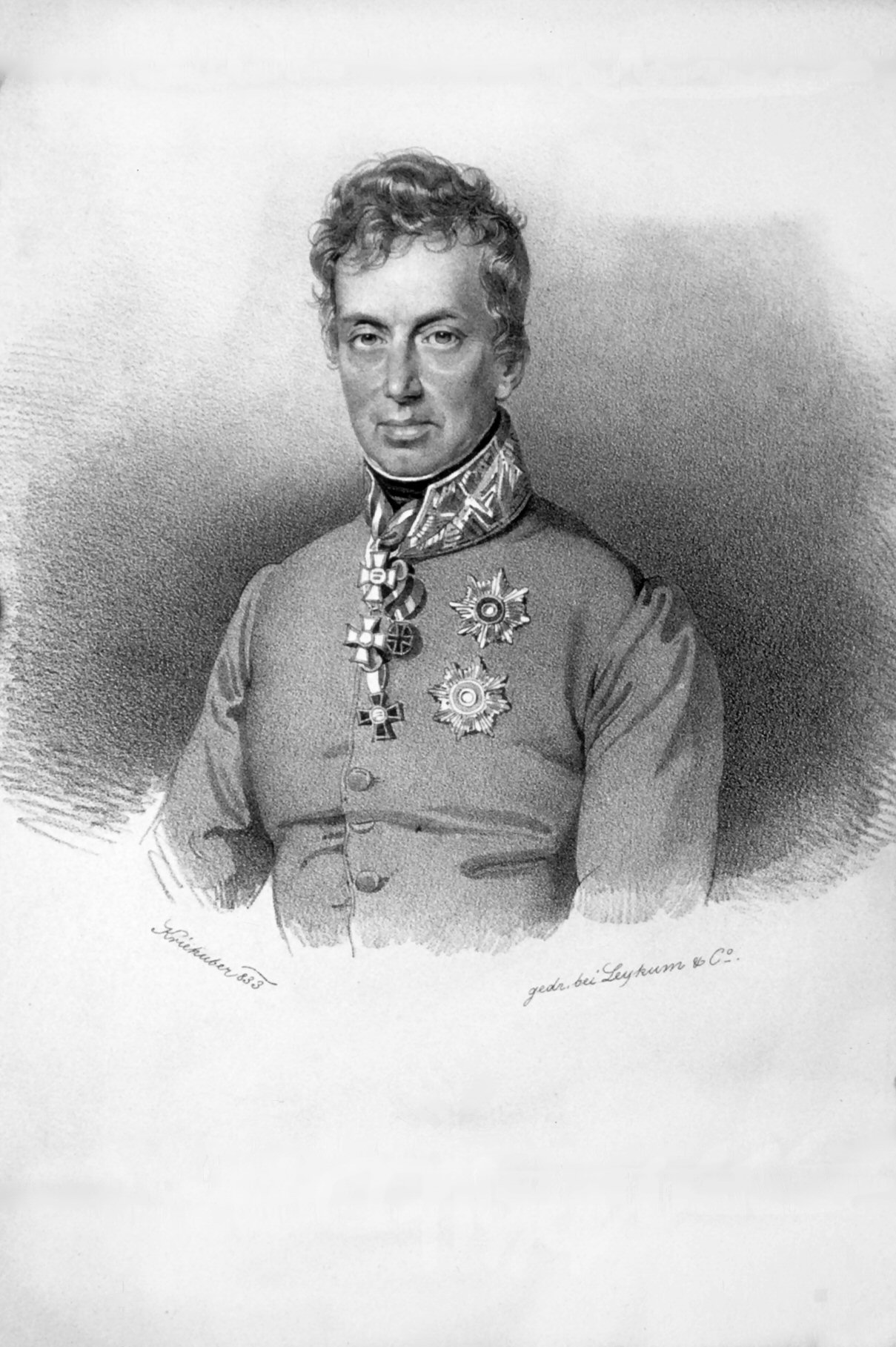
Ignaz Graf Hardegg, Lithographie von Joseph Kriehuber, 1833

Ignaz Franz Graf zu Hardegg auf Glatz und im Marchlande (* 30. Juli 1772 in Wien; † 17. Februar 1848 ebenda) war ein österreichischer General der Kavallerie. Er war ein bedeutender Befehlshaber während der Napoleonischen Kriege und von 1831 bis 1848 Präsident des Hofkriegsrates.

## Leben
Ignaz Graf zu Hardegg entstammte dem alten niederösterreichischen Adelsgeschlecht Hardegg. Seine Eltern waren Johann Anton Graf zu Hardegg auf Glatz und im Machlande und Augustina geb. Gräfin von Wilczek. Seine beiden jüngeren Brüder Johann Anton (* 8. Oktober 1773; † 26. Dezember 1825) und Johann Heinrich (* 14. Mai 1778; † 11. Juni 1854) erreichten ebenfalls hohe Positionen im österreichischen Militär.
Seinen ersten Kriegseinsatz hatte er 1788, erst 16-jährig, unter Laudon in den Türkenkriegen. 1792 zum Rittmeister befördert, nahm er im gleichen Jahr in der Schlacht von Jemappes während des Ersten Koalitionskrieges teil. 1795 kämpfte er mit Auszeichnung in der Schlacht bei Handschuhsheim und erhielt für seine Verdienste den Militär-Maria-Theresia-Orden. 1796 diente er in Deutschland und konnte 1800 die aus Breisach kommenden Ausfalltruppen zurückwerfen. Für diese Tat wurde er von Erzherzog Karl im Generalstabsbefehl belobigt und zum Major befördert. Am Feldzug von 1805 konnte der nun zum Oberst beförderte und zum Kommandanten des Regiments Schwarzenberg ernannte Hardegg krankheitsbedingt nicht teilnehmen.
Während des Fünften Koalitionskrieges 1809 als Generalmajor tat er sich erneut in der Schlacht von Aspern von Eßling hervor. In der folgenden Schlacht bei Wagram verteidigte er seine Stellung bei Baumersdorf mit großer Ausdauer und bekam für seine Tapferkeit das Kommandeurkreuz zum Militär-Maria-Theresia-Orden. 1813 nahm er am Feldzug in Böhmen und der Schlacht von Dresden teil und wurde im gleichen Jahr zum Feldmarschallleutnant befördert. In der Völkerschlacht bei Leipzig führte er die Vorhut des linken Flügels, erhielt aber bei Dölitz eine schwere Kopfverletzung. Wieder genesen, konnte er 1814 an den Kämpfen in Frankreich teilnehmen. Er erstürmte die von General Montbrun hartnäckig verteidigte Stadt Moret und kämpfte später mit der Südarmee gegen Marschall Augereau.
Hardegg nahm 1815 am Wiener Kongress teil und wurde dort dem russischen Zaren Alexander I. beigegeben, eine Stellung, die er später auch auf den Kongressen zu Troppau, Verona und Laibach behielt. 1829 wurde Hardegg zum Militärkommandanten von Linz ernannt und ein Jahr später zum Kommandanten von Siebenbürgen. 1831 als General der Kavallerie wurde er Präsident des Hofkriegsrates, ein Amt, das er bis zu seinem Tod ausübte. Am 28. Oktober 1841 wurde ihm der Schwarze Adlerorden verliehen, die höchste Auszeichnung des Königreiches Preußen. 1836 wurde er in den Orden vom Goldenen Vlies aufgenommen. Ignaz Graf zu Hardegg starb am 17. Februar 1848, 75-jährig, in Wien.

## Auszeichnungen
- 1796 Militär-Maria-Theresia-Orden, Kommandeurkreuz
- 1836 Orden vom Goldenen Vlies, Ritter
- 1841 Schwarzer Adlerorden, Großkreuz